# Accomandita Lombarda per Motori e Automobili
Alma (Алма) — з 1907 року італійський виробник автомобілів. Штаб-квартира розташована в місті Бусто-Арсіціо. Компанія займалася розробкою автомобіля, який так і не вдалося запустити у виробництво, окрім одного дослідного екземпляра. У 1909 році компанія припинила свою діяльність.

## Заснування компанії
Компанія Alma була заснована інженером Гаспаром Монако в Бусто-Арсізіо в квітні 1907 року. 
Назва цієї фірми походить від перших букв її повного найменування - Accomandita Lombarda per Motori e Automobili, яке перекладається як "Товариство з виробництва автомобілів і двигунів Ломбардії". Фірма замінила покинуту компанію Ditta Monaco Gaspare, яка також належала Гаспару й носила його ім'я та була запущена роком раніше.

## Проектування автомобіля. Закриття компанії
Підприємство встигло виготовити тільки один дослідний автомобіль 40/50HP з рядним 4-циліндровим двигуном, потужністю 50 к.с., який також серійно не випускався.
У 1909 році компанія була закрита.

## Список автомобілів Alma
- 1907 - Alma 40/50HP